# Seerheinbad Tägerwilen
Das Seerheinbad Zellersguet Tägerwilen ist eine auf 397 m ü. M. liegende öffentliche Badeanlage im Dorf Tägerwilen im Schweizer Kanton Thurgau. Es ist eines von drei Flussschwimmbädern am Seerhein im Tägermoos, einem Rheinabschnitt im Bodenseebecken.

## Geschichte

### Anfänge der Badeanstalt
Die Geschichte des Strandbads Tägerwilen geht bis ins Mittelalter zurück. Damals war es eine Badestube, ein Gebäude, wo man nicht nur baden konnte, sondern sich auch von den sogenannten Badern oder Stubern pflegen lassen konnte. Dieses befand sich in den Badewiesen, den heutigen Gottlieberwiesen. Das Bad wurde Anfang des 16. Jahrhunderts aufgegeben.

### Wunsch nach einem öffentlichen Bad
400 Jahre später kam der Gedanke an ein öffentliches Bad wieder auf. Diesmal sollte es ein Freibad werden. 1873 initiierte ein Komitee, bestehend aus vier Personen der Bürgergemeinde Tägerwilen, zusammen mit Gottlieben eine öffentliche Badeanstalt am Rhein zu errichten. Das dafür notwendige Aktienkapital betrug 3500 Franken. Davon sollten 2000 Franken von der Gemeinde Tägerwilen und 500 Franken von der Gemeinde Gottlieben übernommen werden. Das restliche Kapital sollte von Privaten übernommen werden. Dem stimmte die Bürgergemeinde zu, unter der Bedingung, dass das Geld innert einem Jahr zusammenkomme und die dafür benötigten Baupläne sowie Statuten vom Verwaltungskomitee abgesegnet würden. Die Initianten arbeiteten so schnell, dass das Bad im selben Sommer in Betrieb genommen werden konnte.
Das neue Freibad war ein Holzgebäude mit zwei Abteilen für Damen und Herren. Zudem führte ein Holzrost für Nichtschwimmer in den See. Im Gebäude selbst befanden sich zwei Badewannen, in welchen man warm baden konnte. Dafür war mit einer Handpumpe Wasser aus dem Fluss in ein Rohrsystem zu pumpen, in dem es dann erhitzt und zu den Badewannen geleitet wurde. Der jährliche Holzverbrauch von einem Ster und der Fakt, dass damit 180 Bäder beheizt werden konnten, weisen darauf hin, dass die Wassertemperatur nicht sehr hoch gewesen sein kann.
Zehn Jahre später wurde die «Rheinbadeanstalt Tägerwilen-Gottlieben» von den beiden Gemeinden mit den Anteilen 80 % (Tägerwilen) und 20 % (Gottlieben) übernommen. Diese traten das Bad unentgeltlich an die Munizipalgemeinde ab. Diese deckte anschliessend auch das entstandene Defizit mit der Begründung, dass das Bad öffentlich und wohltätig sei.
Bis in die 1930er Jahre war die Badeanstalt in Betrieb. Es verlor mit dem Aufkommen der Strandbäder an Bedeutung. Die letzte Jahresrechnung wurde im Jahr 1934 datiert. 1935 wurde das Bad an drei Privatpersonen verkauft, welche es darauffolgend in ein Bootshaus umbauten. Der Kanton erhielt dafür eine Benützungskonzession bis 1965, welche nicht erneuert wurde. Das Gebäude musste somit abgerissen werden.

### Strandbad der 30er Jahre

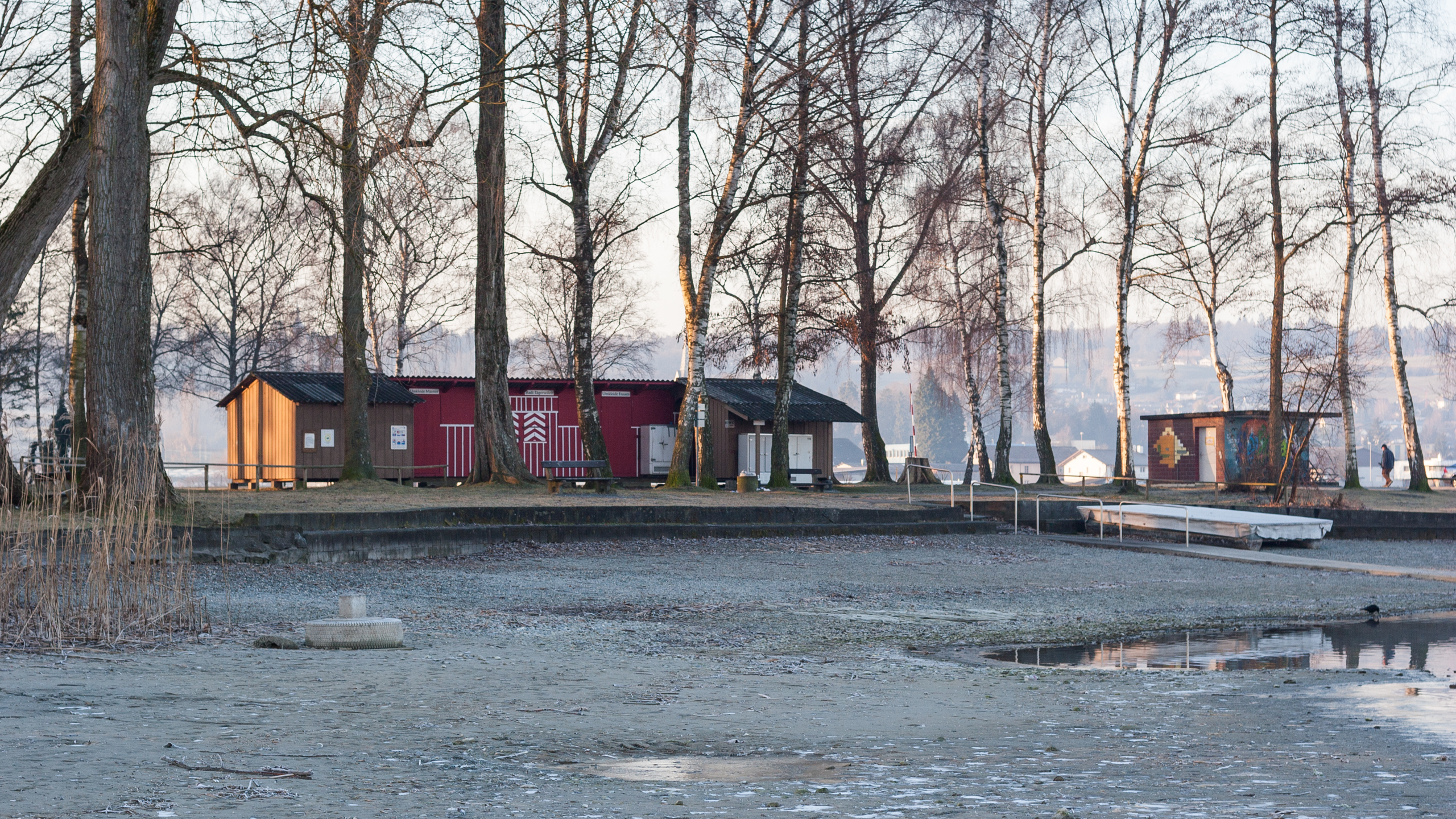
Alte Badi im Februar 2008

Das dann folgende Seerheinbad Tägerwilen wurde 1936 errichtet, nachdem das alte Bad verkauft worden war. Dafür wurde ein Badehaus mit zwei getrennten Abteilen für Damen und Herren gebaut. Darauf folgten bis 1997 eine Birkenallee, ein Sprungturm, Duschanlagen, ein Parkplatz, ein Sportplatz sowie ein Kiosk. Diese Anlagen sind in renovierter Form heute noch zu finden.

### Heutiges Strandbad
Das Strandbad für das 21. Jahrhundert wurde 2011 eröffnet, die Holzrahmenkonstruktion wurde nach Plänen der Kreuzlinger Architekten Klein + Müller errichtet.

## Ausstattung
Neben der Standardausstattung, wie zum Beispiel Toiletten, einer grossen Liegewiese und Grillstellen, gibt es in dem Seerheinbad unter anderem einen kleinen Spielplatz, ein Fussball- und ein Beachvolleyball-Feld, eine Badeinsel und einen drei Meter hohen Sprungturm.
| Badehaus mit Sanitäranlagen und Kiosk | Feuerstellen mit Sitzgelegenheit | Spielplatz mit Toren | Sprungturm |
| ------------------------------------- | -------------------------------- | -------------------- | ---------- |
|                                       |                                  |                      |            |

## «Krach am Bach»
Neben dem Betrieb als Freibad veranstaltet ein Organisationskomitee jährlich das kleine OpenAir «Krach am Bach». Es findet meist im Frühsommer oder im Sommer statt und ist mittlerweile zu einem bedeutenden Musik-Ereignis der Region geworden.
Seine Ursprünge hatte «Krach am Bach» im Jahr 2001. Die Mitglieder der Kreuzlinger Band moonZoo kamen an einem gemütlichen Abend auf die Idee, ein kleines Konzert unter freiem Himmel zu spielen, und begannen sofort mit der Planung. Drei weitere Bands wurden eingeladen, ihre Songs zu präsentieren. Am 19. Mai 2001 fand der Event erstmals statt. Insgesamt verbrachten 250 Personen ihren Abend, während die vier Bands ihre Stücke spielten. Da dieser erste Event ein grosser Erfolg war, sollte dieses kleine OpenAir im folgenden Jahr wieder stattfinden. Anfang 2002 wurde ein Organisationskomitee namens «Krach am Bach OpenAir Tägerwilen» gegründet. 2002 waren 500 Zuschauer vor Ort, 2003 waren es 1000.
| Jahr | Bands |
| ---- | --- |
| 2001 | moonZoo, Ovulation, Q, orange marmalade                                                                                       |
| 2002 | Freak Radio, moonZoo, mostly harmless, subnee, orange marmalade                                                               |
| 2003 | coloured haze, labia, action connection, moonZoo, spiro, madtrix                                                              |
| 2004 | Q, Mrs. Anderson, Sick Condition, Rookie Jam, No one left behind, Arresting Line                                              |
| 2005 | Frozen Peas, Ready Killerwatt, My name is George, Bradley's H, Mole, Stange Shape                                             |
| 2006 | Rosqo, Monofuse, Lahar, Anima, Transmartha, Big Friday                                                                        |
| 2007 | Sally, Stan or Itchy, My Early Grave, Wake, Fuzzy Index, Erinmore                                                             |
| 2008 | Grannysmith, Backwash, Moonplain, KIM, The Unborn Chikken Voices, Just Hopeless                                               |
| 2009 | United To Be Famous, Lynx, Amuke, Slag in Cullet, Liquid Moon, The 8Ball                                                      |
| 2010 | Fairytale, Just Hopeless, Macy, Bitch Queens, Slowdrive, Backwash, Moonplain, Galliardo                                       |
| 2011 | Aircraft, Familie Gantenbein, Sterling, Confuzed, Pueblo Criminal                                                             |
| 2012 | Purified Black, Slone Curby, Second Function, Those Furious Flames, November 7                                                |
| 2013 | ACE, The New Glasses, Norman Die, Barbie Sailers, Huge Puppies                                                                |
| 2014 | The Fucking Brilliants, Mr. Leader and Orchestra, Miss Rabbit, Lickford, Experience                                           |
| 2015 | The Lakeside Jerks, Tony Dynamite and the shootin' Beavers, Jack Slamer, Woodbridge, Aimee Cares                              |
| 2016 | OGMH, Red Shoes, The Rambling Wheels, Pueblo Criminal, The Doodes                                                             |
| 2017 | Catalyst, Nospam, Huge Puppies, Pablo Infernal, Herr Bitter                                                                   |
| 2018 | Arbresha, Alex Nauva, The China Shop Bulls, Hot Like Sushi, Juellz, Soybomb, Wassily                                          |
| 2019 | Däne vom Bergli, Gallery of Noise, Delirious Mob Crew, Eyebrows of Death, Velvet Two Stripes *, Pablo Infernal *, Elio Ricca* |
| 2020 | Die Ausgabe 2020 musste auf Grund des Coronavirus abgesagt werden.                                                            |
| 2021 | Pablo Infernal, Paradigman |

* Konzert fiel wetterbedingt aus